# Яндекс Афиша
Яндекс Афиша — сервис компании Яндекс по продаже билетов на развлекательные мероприятия: театры, концерты, кино, мюзиклы, шоу и другие события.
Сервис открылся в 2005 году и содержал расписания кино, театров, концертов и выставок. В 2011 году появилась возможность покупать билеты в кино. В 2015-м прошёл полный перезапуск: обновились архитектура, дизайн, партнерская модель и стала доступна покупка билетов на концерты, спектакли, шоу, мюзиклы и детские события.
Сервис работает в России, Беларуси, и Казахстане.

## Приложение
Яндекс Афиша агрегирует на единой схеме зала крупнейших продавцов билетов, таких как: Kassir.ru, Concert.ru, Radario, Ponominalu, Redkassa, Рамблер-Касса, Киноход и других билетных операторов. Автоматическая система рекомендаций показывает места с лучшим обзором внутри каждой ценовой категории. Схемы всех залов отрисованы вручную.
В конце 2016 года сервис выпустил приложение под iOS с тем же функционалом, что веб-версия, адаптированным под мобильное приложение.
Во всех рубриках сервиса работает формула ранжирования событий, которая выстраивает ленту в определённой последовательности. На позицию события в общей ленте влияет вместимость площадки, наличие билетов в онлайн-продаже, объём трафика на странице и другие факторы.
Сервис размещает развлекательные мероприятия, проходящие только офлайн, имеющие открытый характер.
Яндекс Афиша не размещает анонсы событий, носящих политический и религиозный характер, а также контент, нарушающий законодательство Российской Федерации.

## Специальные проекты
В сотрудничестве с Министерством культуры РФ и Департаментом культуры города Москвы Яндекс Афиша ежегодно поддерживает общегородские акции «Ночь в музее», «Ночь искусств», «Ночь музыки» и «Ночь кино». С 2016 года открыта онлайн-продажа билетов на спектакли фестиваля «Золотая маска».
В марте 2017 и 2018 года сервис стал официальной площадкой федеральной акции Театр. Go.